# 小行星4263
小行星4263（4263 Abashiri）是一颗绕太阳运转的小行星，为主小行星带小行星。该小行星于1989年9月7日发现。

## 轨道参数
小行星4263的轨道半长轴为2.2351797 UA，离心率为0.1388295。